# Villadia albiflora
Villadia albiflora är en fetbladsväxtart som först beskrevs av William Botting Hemsley, och fick sitt nu gällande namn av Joseph Nelson Rose. Villadia albiflora ingår i släktet Villadia och familjen fetbladsväxter. Inga underarter finns listade i Catalogue of Life.